# Cepora julia
Cepora julia é uma borboleta da família Pieridae. Ela pode ser encontrada em Sumba e Sumbawa.

## Subespécies
As seguintes subespécies são reconhecidas:
- Cepora julia julia (Sumba)
- Cepora julia calliparga Fruhstorfer, 1910 (Sumbawa)